# خوان مانويل أورتيز خيمينيز
خوان مانويل أورتيز خيمينيز (بالإسبانية: Juan Manuel Ortiz Jiménez)‏ (28 مايو 1986 في إسبانيا - ) هو لاعب كرة قدم إسباني في مركز الهجوم. لعب مع ريال خاين وCP Granada 74 ‏ وLoja CD ‏ وJerez CF ‏ وUD Socuéllamos ‏ وCP Villarrobledo ‏ وغرناطة 74 ‏ وLucena CF ‏.

## وصلات خارجية
- خوان مانويل أورتيز خيمينيز على موقع قاعدة بيانات كرة القدم.إي يو (الإنجليزية)
- خوان مانويل أورتيز خيمينيز على موقع Soccerway.com (الإنجليزية)